# Ożarów Mazowiecki
Ożarów Mazowiecki è un comune urbano-rurale polacco del distretto di Varsavia Ovest, nel voivodato della Masovia.
Ricopre una superficie di 71,34 km² e nel 2004 contava 20 753 abitanti.